# Letalstvo
Letálstvo ali letálski transpórt (s tujko aviacija) je človeška dejavnost, ki se ukvarja z razvojem, upravljanjem in uporabo zrakoplovov, posebno tistih težjih od zraka. Pod zrakoplove štejemo vrste s trdnimi krili (letalo) in vrtečimi krili (helikopter) kot tudi plovila, lažja od zraka, kot so baloni in zračne ladje. Letalstvo se v splošnem deli na tri dele: komercialno, splošno in vojaško.

## Komercialno letalstvo
Komercialno letalstvo ali komercialni zračni transport ponujajo letalske družbe, kot so slovenska Adria Airways ali pa tuje Lufthansa, Air France, British Airways, American Airlines, Singapore Airlines, Quantas in druge. Letalske družbe ponujajo prevoze potnikov in tovora.
Ta zvrst letalstva se je pričela po prvi svetovni vojni, uporabljala pa so se večinoma bivša vojaška letala, preurejena za dobičkonosen prevoz potnikov in tovora. Dobičkonosen tovor je bila zračna pošta, zato so vlade pričele subvencionirati zračne prevoze. Med oktobrom 1929, ko je grof Zeppelin odprl prvo komercialno čezatlantsko progo, in 6. majem 1937, ko je zgorel cepelin Hindenburg, so bile zračne ladje prevladujoč način zračnega prevoza na dolge proge. Po drugi svetovni vojni je razvoj reaktivnih letal omogočil hiter prevoz velikega števila potnikov.

## Zgodovina prometnega letalstva - airlinerstva

#### Razlike med vojaškimi in potniškimi letali
Po prvi svetovni vojni je bilo na voljo veliko rabljenih vojaški letal, ki so jih skušali predelati za uporabo v civilne potniške namene, vendar za civilni trg zaradi pomankanja udobja, pomankanja prezračevanja in gretja, pomankanja prostora za prtljago, pomankanja stranišč, kuhinj in ker so imela vojaško zasnovo ter so bila grobo izdelana nikoli niso bila primerna. Takšen poskus je bila predelava francoskega dvomotornega bombnika Farman F.60 Goliath v potniško letalo z 14 potniki, letel je s potovalno hitrostjo 86 vozlov (160 km/h). Letalo je bilo izredno hrupno, hladno (ni imel gretja) in nestabilno v vetru, letelo je lahko samo v vremensko zelo dobrih pogojih.
Drugi problem je bil, da je bilo večino vojaških letal enomotornih, saj se je za vojaške potrebe računalo, da če kakšnemu letalu odpove motor in strmoglavi ali pa zagori v zraku zaradi okvare, se bo to nadomestilo v smislu ognjene moči z večjim številom letal v bojni enoti, takšen način razmišljanja je v civilnem letalstvu nesprejemljiv, zato so vsa potniška letala vsaj dvomotorna, da odpoved motorja ne pomeni izgube letala.
Tretja pomankljivost vojaških letal je bila v večini enočlanska posadka - en pilot, kar pa v civilnem prometu spet ni sprejemljivo, saj more biti omogočeno, da gre pilot na stranišče in tudi v primeru, da se eden zastrupi s hrano ali se slabo počuti ni sprejemljivo, da je varnost leta ogrožena, zaradi tega so vsa civilna letala narejena za vsaj 2 pilota in morajo biti dovolj ergonomična, da se lahko pilot upokoji na njih in dela celotno delovno dobo.
Čerta pomembna stvar je bila zanesljivost letenja, linija mora držati zračni most noč in dan ne glede na vremenske prilike in vojaška letala niso bila toliko obvezana, da morajo leteti v megli ali slabih pogojih kot potniška. Vojaška letala niso letela, ko so bile vremske prilike slabše. Civilna linijska letala zato, da lahko vzdržujejo redno linijo potrebujejo izjemno dobro radionavigacijsko opremo, sisteme proti zaledenitvi, da lahko letijo skozi oblake in pristanejo tudi v izjemno slabi vidljivosti ali pa močnem vetru.
Prvo takšno letalo, ki je ustrezalo potrebam potniškega prometa je bil leta 1926 Ford Trimotor za 11 potnikov z 2 pilotoma in 1 stevardeso, a je imel pomankljivost, z 93 kts (172 km/h) je bil izredno počasen in ni mogel leteti v pogojih znane zaledenitve, razlog v nizski potovalni hitrosti je bil v neuvlačljivem podvozju in precej debelem krilu, saj letalo ni imelo zakrilc. Trimotor je pomagal popularizirati številne vidike sodobne letalske infrastrukture, vključno s tlakovanimi vzletno-pristajalnimi stezami, potniškimi terminali, hangarji, letalsko pošto in radijo navigacijo - radiokompasom. Pan Am je odprl mednarodne čezoceanske lete v zgodnjih tridesetih letih prejšnjega stoletja z letali Sikorsky S-42.

#### Rojstvo potniških linijskih letal - pionirsko obdobje airlinerstva 1930ta
Do leta 1930ih je letalska industrija dozorela in ustanovljene so bile velike konsolidirane nacionalne letalske družbe z namenskimi letali in z rednimi mednarodnimi linijami, ki so obsegale ves svet, vključno z Imperial Airways v Veliki Britaniji, Lufthanso v Nemčiji, KLM na Nizozemskem in United Airlines v Ameriki. Večmotorna letala so lahko udobno prevažala na desetine potnikov.
Prvo pravo v celoti kovinsko sodobno potniško airlinersko letalo za redni potniški promet je bil leta 1933 Boeing 247 za 10 potnikov z 2 pilotoma in 1 stevardeso letel je s potovalno hitrostjo 164 kts (304 km/h). B247 je imel je uvlačjivo podvozje, spremenjiv korak propelerjev, kantilever krilo, avtopilota, sistem proti zaledenitvi, trimerje in bil je prvo dvomotorno transportno letalo, ki je lahko letelo samo z enim motorjem (v primeru odpovedi drugega). Dizajn letal se ni veliko spremenil do pojava letal s presurizirano kabino in večjo višino leta. B247 je bil hitrejši kot vojaško lovsko letalo tistega časa Boeing P-12. Tako imenovani »veliki štirje« notranji prevozniki v ZDA, ki so se izoblikovali v tem času, so bili: AA - American Airlines, TWA - Trans World Airlines, United Airlines in Eastern Air Lines.
Tipična letala iz tega obdobja: Douglas DC-2, Douglas DC-3, Junkers Ju 52, Junkers Ju 86, Focke-Wulf Fw 200 Kondor, Lockheed Model 10 Electra in Beechcraft Model 18 "Twin Beech".

#### Druga svetovna vojna in 1940ta
Silovit razvoj letal med drugo svetovno vojno je za potrebe bombardiranja evrope in japonske prinesel novo pridobitev airlinerjem prešurizacijo - kabino letala pod tlakom, tako so lahko letala letela višje in hitreje kot pred vojno ter tudi pri nižjih zunanjih temperaturah, poleg tega so se prvič pojavila masovno letala dolgega dosega. Vsa letal so bili tricikli, torej z nosnim kolesom. Leta 1942 so pričeli z proizvodnjo DC-4 oz. C-54. Posebej velja omeniti štirimotorca, ki je vstopil v uporabo leta 1943 in je po mnenju mnogih linijskih pilotov najlepše letalo vseh časov trorepec: Lockheed Constellation, v svoji najboljši verziji je zmogel križariti z 264 kts (490 km/h) na višini 26 000 ft (8000 m) ter je pripeljal 100 potnikov 5000 nautičnih milj (8000 km) daleč. To obdobje se je začelo zaključevati leta 1958, ko so prenehali proizvajati nova batna potniška letala.
Tipična letala iz tega obdobja: Convair CV-240, Douglas DC-4, Douglas DC-6, Lockheed L-1049 Super Constellation, Boeing 377 Stratocruiser, Iljušin Il-12, Iljušin Il-14.

#### Obdobje reaktivcev - Jet age
Po drugi svetovni vojni so masovno pričeli razvijat vojaške lovce z reaktivnimi motorji in nazaj zaviti krili, civilni potniški sektor je kmalu sledil z prvimi potniškimi reaktivci.

##### 1. Generacija reaktivnih potniških letal
Obdobje reaktivcev je obdobje v zgodovini letalstva, ki ga opredeljuje pojav letal, ki jih poganjajo klasični reaktivni turbinski motorji, ter družbene in kulturne spremembe, ki so jih spodbudila komercialna letala. Prva potniška reaktivna letala prve generacije so se začela uporabljati leta 1952 - britanski Comet. Reaktivna potniška letala so lahko letela višje, hitreje in dlje od starejših propelerskih na batni pogon, zaradi česar so bila čezcelinska in medcelinska potovanja bistveno hitrejša in lažja. Reaktivec B707 je letel s potovalno hitrostjo 515 kts (950 km/h). Poleg čistih reaktivnih motorjev so turbinsko gnani propelerski motorji v turbopropih zagotovili bolj gladko vožnjo in večjo zanesljivost, če prav popularnosti reaktivnih letal niso nikoli dohiteli, saj so vedno bolj hrupni v kabini od reaktivnih letal in imajo večje vibracije zaradi propelerjev.
Tipična letala iz tega obdobja: Douglas DC-8, Boeing 707, Bristol Britannia, Iljušin Il-18, Tupoljev Tu-114, De Havilland Comet, Tupoljev Tu-104, Convair 880, Vickers VC10.

##### 2. Generacija reaktivnih potniških letal
Druga generacija potniških reaktvinih letal se je pričela pojavljati leta 1964 in je bila v proizvodnji do 1980. To so bila že izboljšanja letala po konceptu, imela so že ekonomičnejše turboventilatorske motorje, integrirano avioniko, integriranega autopilota in modularno organizacijo po kabini. To obdobje je posebej zaznamovala uvedba letala Boeing 747 Jumbo Jet, saj je omogočilo, udobno potovanje po celem svetu in letalski transport ljudskim množicam in je spremenilo letalstvo bolj kot katerokoli drugo letalo. Uvedba nadzvočnega transportnega potniškega letal Tupoljev 144 in Concorde v redni promet leta 1976 naj bi povzročila nadaljnjo revolucijo v zračnem prometu z dramatičnim skrajšanjem časa potovanja, vendar letalo nikoli ni doseglo komercialnega uspeha.
Tipična letala iz tega obdobja: BAC - Sud Aviation/ Aérospatiale Concorde, Airbus A300, Dassault Mercure, Boeing B727, Boeing B737-200, Boeing B747-300, Lockheed L-1011 TriStar, McDonnell Douglas DC-9, McDonnell Douglas DC-10, Tupoljev Tu-134, Tupoljev Tu-144, Tupoljev Tu-154, Iljušin Il-86.

##### 3. Generacija reaktivnih potniških letal
Tretja generacija potniških reaktvinih letal se je pojavila z vgradjo steklenega cockpita (ang. glass cockpit), TWAS sistem za zaznavanje terena in opozarjanje (ang. Terrain awareness and warning system) in FMS sistem za avtomatizacijo leta na sodobnih letalih (ang. Flight management system) leta 1980 in so nekatera še vedno v proizvodnji. Predvsem se je s to generacijo letal drastično izboljšala varnost letenja.
Tipična letala iz tega obdobja: Airbus A310, Boeing B717, Boeing 737 Max, Boeing 757, Boeing 767, McDonnell Douglas MD-80, McDonnell Douglas MD-90, McDonnell Douglas MD-11, Fokker F100, Bombardier CRJ, Embraer ERJ, Tupoljev Tu-204.

##### 4. Generacija reaktivnih potniških letal
Četrta generacija potniških letal se pojavi leta 1988 z razvojem letala Airbus A320 in Fly-by-wire načinom upravljanja letala. Omogoča tudi samodejne funkcije, ki ne zahtevajo pilotovega posredovanja (npr. stabilizacija leta). Letala s takim sistemom upravljanja imajo matematično dokazano najboljšo varnostno statistiko.
Tipična letala iz tega obdobja: Airbus A220, Airbus A320, Airbus A330, Airbus A340, Airbus A350, Airbus A380, Boeing B777, Boeing B787 Dreamliner, Embraer E-Jet E2, Suhoj Superjet.

## Splošno letalstvo
Splošno letalstvo je izraz, ki obsega vse vrste letalstva, ki ne spadajo pod redne letalske prevoze (ki jih vršijo letalske družbe) ali pod vojaške prevoze. V splošno letalstvo so vključena zasebna letala, čarterske storitve, poslovna letala in druge vrste delujočih letal, ki niso samo strogo za namene transporta. Splošno letalstvo ni vedno nekomercialno. Čeprav je velik del rekreacijskega namena, so zelo pomebne tudi nekatere komercialne dejavnosti. Te so učenje letenja, dostava, pregledovanje, kmetijski nameni, zračni taksi, čarterske potniške storitve, poslovni leti, nujni prevozi, policijski nadzor, gasilstvo in podobno. Ultralahka letala postajajo vse bolj pomeben del visoko reguliranega sistema civilnega letalstva in se vse bolj pogosto štejejo pod splošno letalstvo. Splošno letalstvo je pomebno tudi za humanitarne namene, saj veliko organizacij uporablja lahka letala za prevoz pomoči, zdravnikov in bolnikov. Izraz splošno letalstvo se običajno definira za letala z do 19 sedeži oz. z do 45 ton teže.

## Vojaško letalstvo
Vojaško letalstvo zajema bojne aktivnosti kot tudi polete, ki podpirajo vojaške aktivnosti.
Poklici
- tehnik letalec na voj. zrakoplovu
- letalski tehnik za voj. zrakoplove
- podčastnik letalski tehnik na vojaškem zrakoplovu
- pilot vojaških zrakoplovov
- letalski inženir za vojaške zrakoplove
- vojaški kontrolor zračnega prometa
- vojaški letalski meteorolog opazovalec
- vojaški letalski meteorolog opazovalec inštruktor
- vojaški letalski meteorolog prognostik
- častnik letalski inženir na vojaškem zrakoplovu

## Zgodovina
Obstajajo številne legende o prvem človeškem poletu (npr. grški Ikar). Za začetek moderne dobe letalstva štejemo prvi samostojni polet balona na vroč zrak, ki sta ga 21. novembra 1783 izvedla brata Montgolfier. Naslednji mejnik v razvoju sta konec leta 1903 postavila brata Wright, ki sta izvedla prvi kontroliran polet motorne naprave, težje od zraka. Njune iznajdbe so omogočile bliskovit razvoj letal - torej zrakoplovov s fiksnimi krili, težjimi od zraka, ki je že med prvo svetovno vojno omogočil uporabo letal v praktične namene: predvsem izvidništvo, pa tudi napadanje tarč na tleh in zračne boje.
Med vojnama se je začel bliskovit razvoj civilnega letalstva. Letala so postajala zmogljivejša in uporabnejša, omogočila so potovanja in prevoz tovora na dolge razdalje ter postala zanimiva tudi komercialno. Do začetka druge svetovne vojne so imela že mnoga mesta svoja letališča. Tudi vojaške potrebe med drugo svetovno vojno so spodbudile več ključnih inovacij, med njimi reaktivni pogon letal in raket, ki so v desetletjih po vojni človeštvu omogočile vesoljske polete.